# Sankt Andrä-Höch
Sankt Andrä-Höch est une commune autrichienne du district de Leibnitz en Styrie.